# Miguel Rostaing
Pour les articles homonymes, voir Rostaing.
Miguel José Rostaing La Torre, né à Lima le 3 juillet 1900 et mort dans la même ville le 13 mai 1983, était un footballeur international péruvien, évoluant en attaque.

## Biographie

### Carrière de joueur
Surnommé El quemado (« le brûlé ») en raison d'un accident domestique survenu dans sa jeunesse, Miguel Rostaing évolue durant l'essentiel de sa carrière au sein de l'Alianza Lima. Avec 23 buts marqués en 87 matchs, il y remporte six championnats du Pérou en 1919 (le club s'appelant Sport Alianza à l'époque), 1927, 1928, 1931, 1932 et 1933. 
Il joue également pour l'Atlético Chalaco entre 1929 et 1930 avec un autre titre de champion du Pérou à la clé en 1930. Il termine sa carrière de joueur au Deportivo Municipal en 1936.
International péruvien, il participe au championnat sud-américain de 1929 en Argentine où il dispute trois rencontres sans marquer de but.

### Carrière d'entraîneur
Devenu entraîneur, Miguel Rostaing a l'occasion de diriger le Sport Boys de Callao en 1946 lorsqu'il remplace José Arana Cruz en cours de saison. Avec huit matchs dirigés, il termine la saison à la 3e place.

## Palmarès(joueur)
| Alianza Lima - Championnat du Pérou (6) : - Champion : 1919, 1927, 1928, 1931, 1932 et 1933. - Vice-champion : 1934 et 1935. |  | Atlético Chalaco - Championnat du Pérou (1) : - Champion : 1930. |  | Deportivo Municipal - Primera División Unificada de Lima y Callao (1) : - Vainqueur : 1936. |